# Codonorchis lessonii
Codonorchis lessonii är en orkidéart som först beskrevs av D'urv., och fick sitt nu gällande namn av John Lindley. Codonorchis lessonii ingår i släktet Codonorchis, och familjen orkidéer. Inga underarter finns listade i Catalogue of Life.

## Bildgalleri

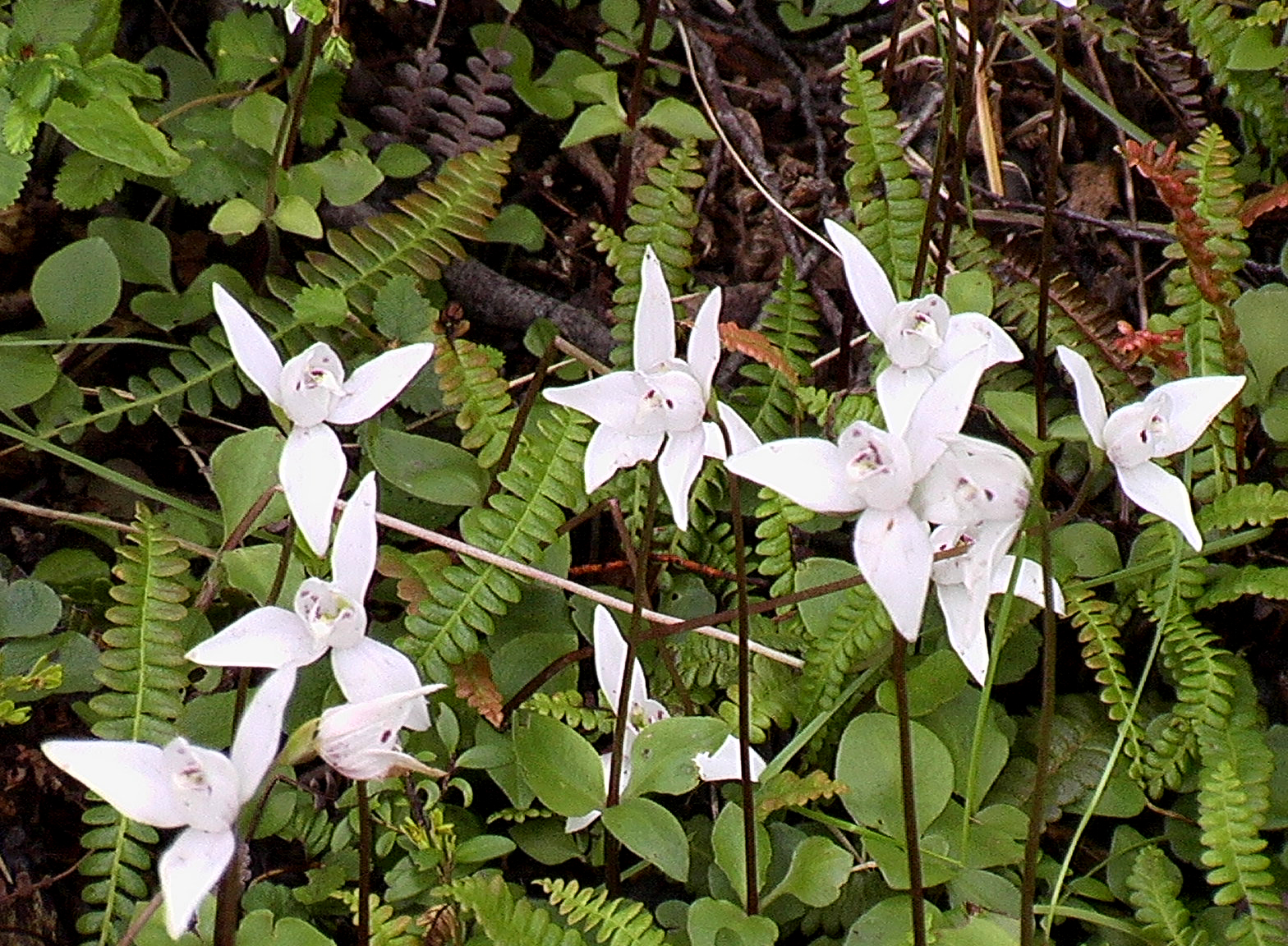
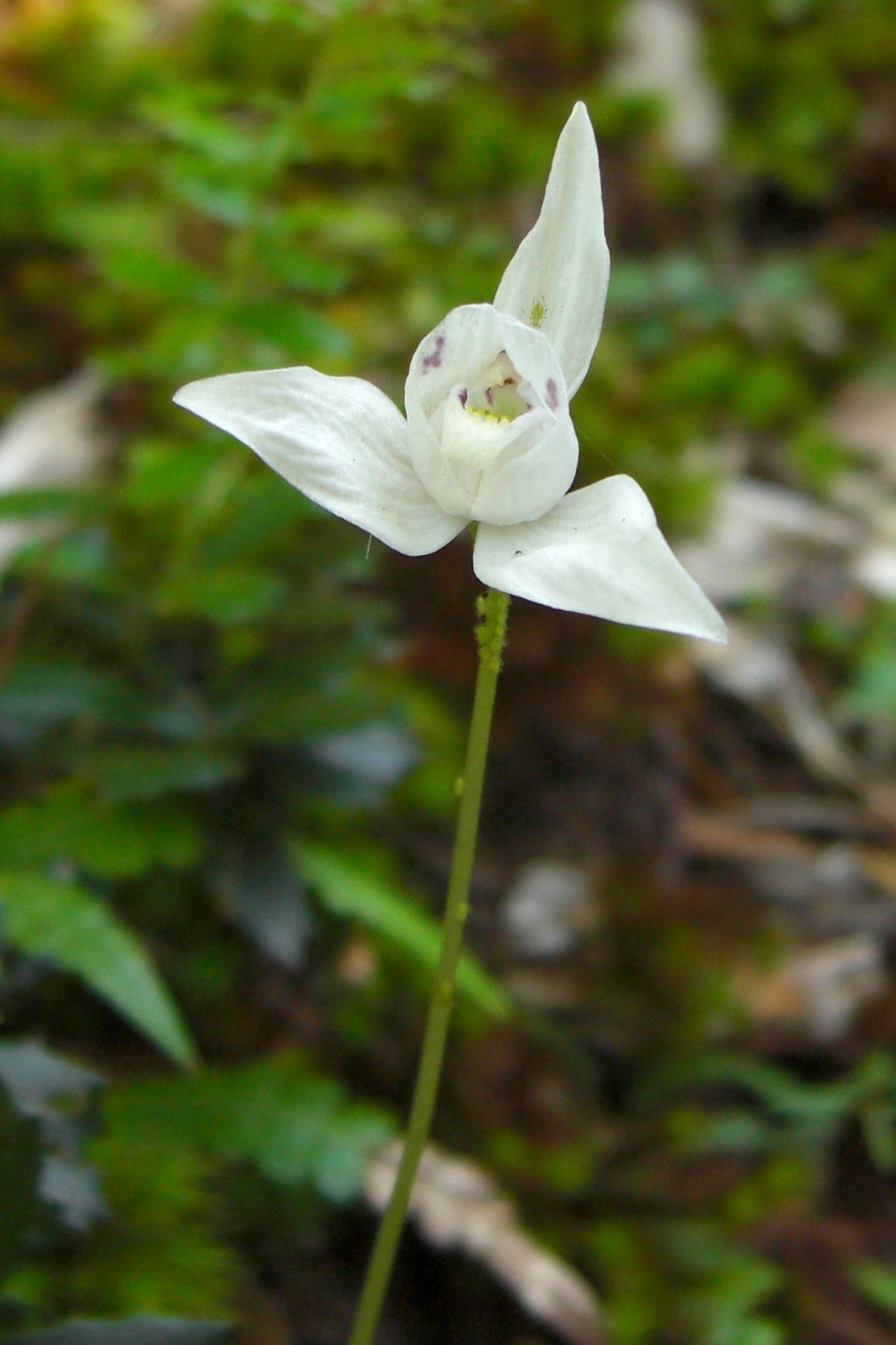
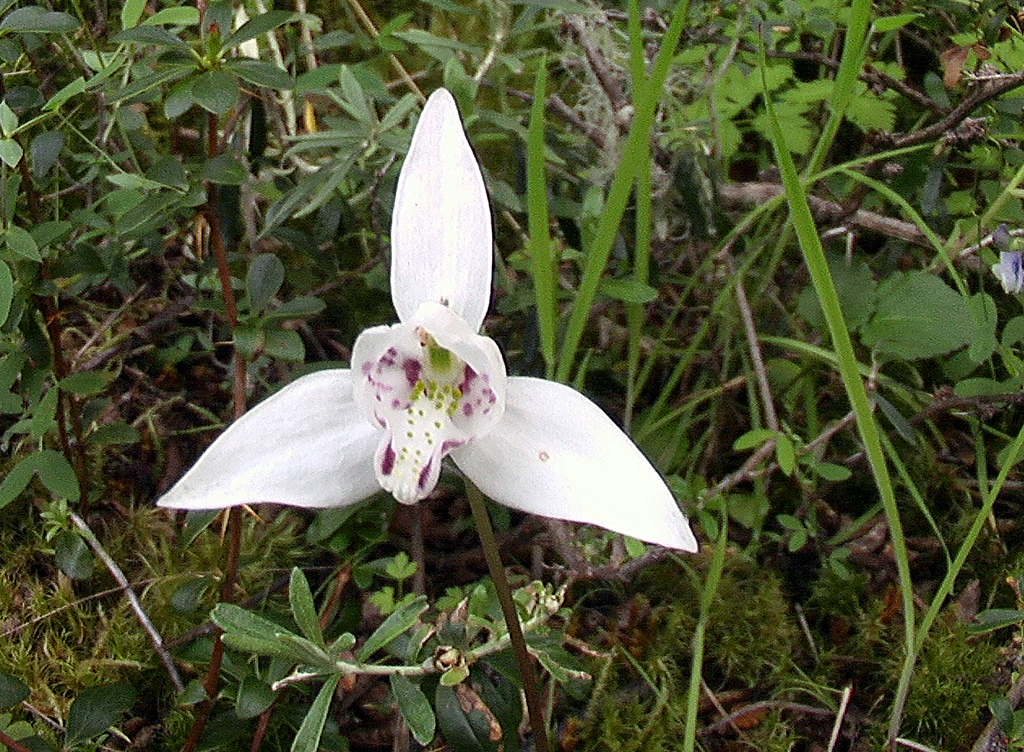
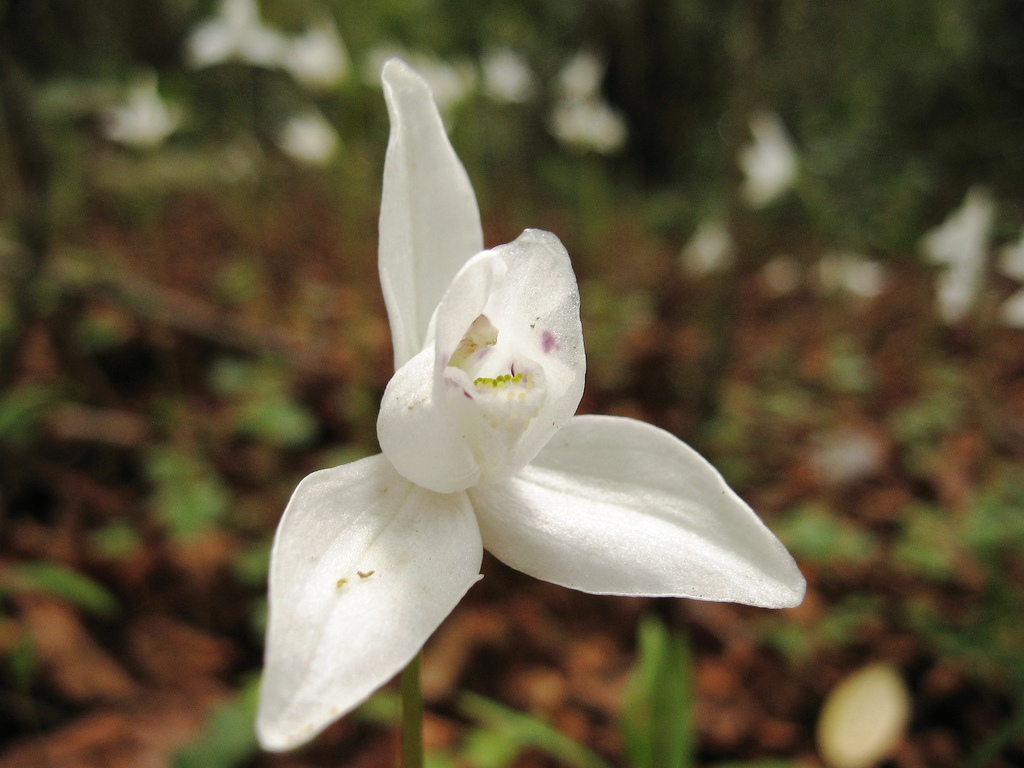
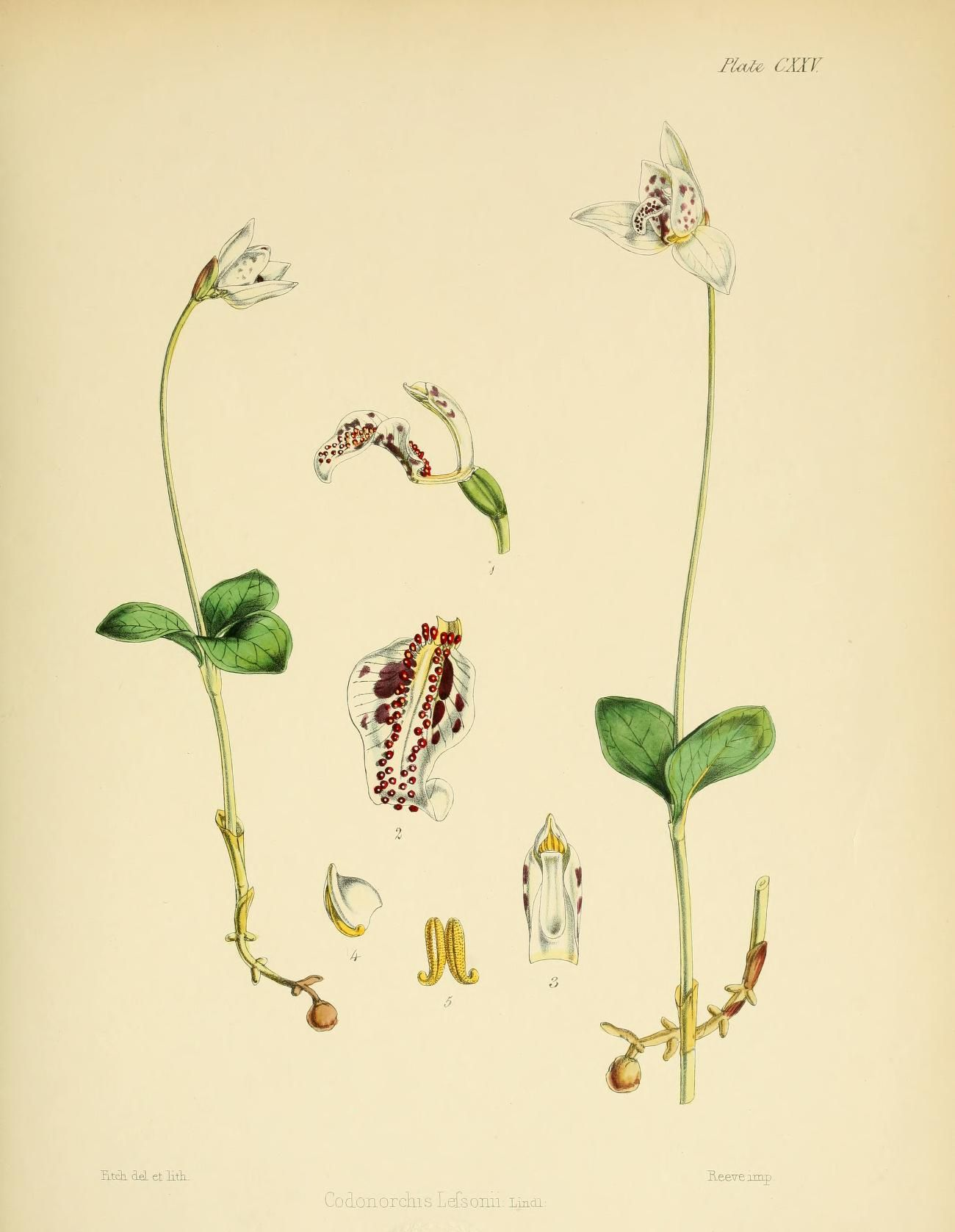